# Ornis Svecica
Ornis Svecica (Svenska fåglar) är en svensk ornitologisk tidskrift som ges ut av fågelföreningen Sveriges Ornitologiska Förening - BirdLife Sverige. Den är inriktad på forskningsrapporter från både amatörornitologer och professionella ornitologer. Ornis Svecica har utgivits sedan 1991, under de 28 första årgångarna som papperstidskrift om fyra nummer per år (ibland med dubbelnummer) och sedan 2019 som elektronisk tidskrift.